# El M'Ghair
El M'Ghair è un comune dell'Algeria situato nella provincia omonima.